# Санкции США против Кубы
Санкции США против Кубы — система экономических мер, введённых США против Кубы. Санкции были введены в 1960 году, когда Куба экспроприировала собственность американских граждан и корпораций; в 1962 году санкции были ужесточены до уровня почти полного эмбарго. Данные санкции являются всеобъемлющими и влияют на все секторы кубинской экономики. Это самое продолжительное торговое эмбарго в современной истории.
Строгость санкций, введенных США, стала причиной, что начиная с 1992 года ООН принимает ежегодные резолюции, призывающую США отменить санкции.
В качестве условия снятия санкций США требуют демократизации и уважения прав человека на Кубе, а также прекращения военного сотрудничества Кубы с другими странами.

## Основные этапы установления экономической блокады Кубы
Предлоги для блокады меняются. Сначала предположительная принадлежность к китайско-советской оси, затем так называемый экспорт революции в Латинскую Америку, затем присутствие кубинских войск в Африке, чтобы помочь разгромить апартеид, сохранить независимость Анголы и добиться независимости Намибии.

Затем манипуляции с вопросом прав человека. Но блокада — это жестокое нарушение прав человека кубинцев.— министр иностранных дел Кубы.

### 1960-е годы
6 июля 1960 года правительство США приняло закон о сокращении импорта кубинского сахара в США. Кроме того, США поставили перед Канадой, другими странами-союзниками по блоку НАТО и Японией вопрос о «солидарных действиях в отношении Кубы», которые включали сокращение закупок кубинского сахара и прекращение поставок на Кубу «стратегических материалов».
24 августа 1960 года Сенат США одобрил поправку к закону «Об иностранной помощи», которая устанавливала, что всякое государство, которое будет оказывать Кубе экономическую помощь или продавать ей оружие, лишится американской помощи.
3 сентября 1960 года США установили запрет на продажу Кубе грузовиков, джипов, запасных частей к ним, а также «других товаров, которые могут быть использованы в военных целях».
10 октября 1960 года США установили полное эмбарго на поставки Кубе любых товаров, за исключением продуктов питания и медикаментов.
3 февраля 1962 года президент США Дж. Ф. Кеннеди подписал указ о полном запрете ввоза в США кубинских и поставляемых через Кубу товаров.
В феврале 1962 года под давлением США Куба была исключена из Организации американских государств.
В октябре 1962 года корабли военно-морского флота США установили военно-морскую блокаду Кубы в виде карантинной зоны в 500 морских миль вокруг берегов Кубы, блокада продолжалась до 20 ноября 1962 года.
8 февраля 1963 года в США был принят закон «Правила контроля за кубинскими активами», в соответствии с которым правительство США на законодательном уровне запретило использовать доллары США в любых финансовых операциях с Кубой.
26 июля 1964 года под давлением со стороны США Организацией американских государств были введены санкции против Кубы. В 1975 году состоялось 16-е консультативное совещание министров иностранных дел ОАГ, которое 29 июля 1975 года приняло решение об отмене антикубинских санкций.
С 1966 года введён запрет на посещение Кубы для граждан США. В настоящее время американцам запрещено совершать какие-либо сделки на Кубе (например, тратить каким-либо образом деньги) без специального разрешения. Граждане США могут нарушить запрет, посетив Кубу с территории Канады или Мексики, и скрыть факт посещения, так как кубинские власти не проставляют штамп в паспорте, однако злостным нарушителям грозят тюремное заключение сроком на 10 лет и крупные штрафы.

### 1970-е годы
После победы на президентских выборах 3 ноября 1970 года в Чили Сальвадор Альенде отказался от участия в торгово-экономической блокаде Кубы и начал развивать с ней отношения, однако в сентябре 1973 года в Чили произошёл военный переворот, в ходе которого Альенде и ряд его сторонников были убиты, а хунта генерала А. Пиночета разорвала отношения с Кубой.
В апреле 1979 года Куба установила дипломатические отношения с Гренадой и правительство Гренады отказалось от участия в экономической блокаде Кубы (после военного вторжения США на Гренаду 25 — 27 октября 1983 года сотрудничество между странами было разорвано).

### 1980-е годы
1 марта 1982 года США объявили Кубу «страной-спонсором терроризма» и дополнительно ужесточили санкции в отношении Кубы.
11 января 1983 года Боливия восстановила дипломатические отношения с Кубой, а в феврале 1983 года было подписано торговое соглашение между Кубой и Анголой (что привело к расширению внешней торговли Кубы). С целью воспрепятствовать развитию торгово-экономических связей Кубы и восстановить блокаду Кубы правительство США объявило о введении санкций против стран, закупающих кубинские товары. В мае 1983 года США ввели санкции против Японии (законодательно запретив импорт японских изделий из нержавеющей стали с кубинским никелем). В начале июня 1983 года США задержали в Пуэрто-Рико мальтийское судно, перевозившее кубинский цемент в Алжир.
В октябре 1989 года Сенат США принял поправки в законодательство, направленные на ужесточение экономической блокады Кубы.

### 1990-е годы
В октябре 1992 года США ужесточили экономическую блокаду Кубы, приняв дополнительные санкции против Кубы (т. н. Cuban Democracy Act).
Американским компаниям в третьих странах запрещено сотрудничать с кубинскими компаниями, компаниям третьих стран запрещено экспортировать в США продукцию кубинского производства или продукцию, содержащую кубинские компоненты.
12 марта 1996 года Конгресс США принял закон Хелмса-Бёртона, предусматривающий дополнительные санкции против иностранных компаний, торгующих с Кубой. Судам, перевозящим продукцию из Кубы или на Кубу, запрещено заходить в порты США.

### 2000-е годы
В 2000 году Конгресс США принял решение использовать «замороженные» в США счета кубинской телефонной компании Empresa de Telecomunicaciones S.A. для «компенсации жертвам кубинского терроризма». По кубинским данным, за время с 1964 по 1999 годы на этих счетах должно было накопиться около $120 млн. После принятия конгрессом этого решения правительство Кубы немедленно заявило, что это грабеж, и в октябре 2000 года был дополнительный 10-процентный телефонный налог, который должен остаться, «пока кубинские деньги, противозаконно замороженные США, не вернутся на Кубу полностью с соответствующими процентами». Поскольку американские телефонные компании не стали выплачивать данный налог, правительство Кубы приняло решение об отключении с 15 декабря 2000 года телефонных линий, связывающих Кубу и США.
В октябре 2003 года президент США Джордж Буш объявил о ужесточении экономических санкций против Кубы: c целью «ускорить появление новой — свободной и демократической Кубы», США значительно ужесточат контроль над соблюдением гражданами США запрета на туристические поездки на Кубу, ввоз туда денег и вывоз оттуда товаров; также, по распоряжению Буша была создана «Комиссия по оказанию содействия свободной Кубе». Кроме того, Буш сообщил, что с 20 мая 2003 года вдоль границ Кубы начал полеты спецсамолёт ВВС США «Командер соло», оборудованный аппаратурой, позволяющей преодолевать систему глушения американской пропаганды.
В июне 2004 года США ужесточили ограничения на посещение своими гражданами Кубы (согласно новым нормам, разрешенный раз в три года визит гражданина США на Кубу не может продолжаться более 14 дней. При этом в день американцу разрешается тратить не более $50 на человека, а передавать своим близким, постоянно проживающим на Кубе, гражданам США разрешено не более $1200 в год). В октябре 2004 года США ввели дополнительные запреты на приобретение кубинских сигар (импорт кубинских сигар полностью запрещен, за нарушение установлен штраф до $250 тысяч для частных лиц и до $1 млн для компаний. Нарушители также могут быть подвергнуты тюремному заключению сроком до десяти лет. Помимо этого гражданам США запретили покупать и даже курить кубинские сигары не только на территории США, но и во всем мире).
В апреле 2005 года в Вашингтоне президент США Дж. Буш и президент Украины Виктор Ющенко подписали совместное заявление «Повестка дня нового века для украинско-американского стратегического партнерства», в котором Украина принимала на себя обязательства «поддерживать продвижение свободы в таких странах как Белоруссия и Куба». Вслед за этим, правительство Кубы направило ноту протеста в МИД Украины. 7 апреля 2005 официальная делегация республики Куба во главе с замминистра внутренних дел страны Эумелио Кабайеро в срочном порядке прервала визит на Украину и вернулась на родину.
В феврале 2008 года правительство США сделало заявление, что США не собираются отменять экономическое эмбарго в отношении Кубы в связи с уходом в отставку кубинского лидера Фиделя Кастро. Сроки окончания экономической блокады не назывались. «Я с трудом могу представить, чтобы это случилось в обозримом будущем», — заявил заместитель госсекретаря США Джон Негропонте.
В апреле 2009 года президент США Барак Обама подписал указ, согласно которому некоторые санкции были незначительно смягчены. В частности, гражданам США, имеющим близких родственников на Кубе, разрешено посещать их не раз в три года, как раньше, а каждый год. Кроме того, им разрешается тратить на Кубе до $179 в день.
В дальнейшем, в сентябре 2009 года Барак Обама подписал указ о продолжении экономической блокады Кубы.

### 2010 год по настоящее время
3 января 2010 года Национальный совет США по безопасности на транспорте объявил о том, что пассажиры из 14 стран (в том числе прибывшие с Кубы) при въезде в США будут подвергаться усиленному досмотру, в том числе принудительному досмотру с помощью сканеров и обыску.
С 14 января 2011 года сняты ограничения на въезд на Кубу для студентов и миссионеров.
В марте 2012 года по инициативе США Кубе было отказано в участии на VI саммите Организации американских государств, который должен был пройти в апреле 2012 в Колумбии.
Кроме того, в рамках санкций правительства США, пользователям из Сирии, Ирана и Кубы закрыт доступ к крупнейшему в мире массовому открытому онлайн-курсу в сфере дистанционного образования Coursera и запрещено использование программного обеспечения из США (в частности, языка программирования Java).
С апреля 2013 года США стали выдавать гражданам Кубы многократные визы.
6 сентября 2014 США в очередной раз продлили торговое эмбарго против Кубы.

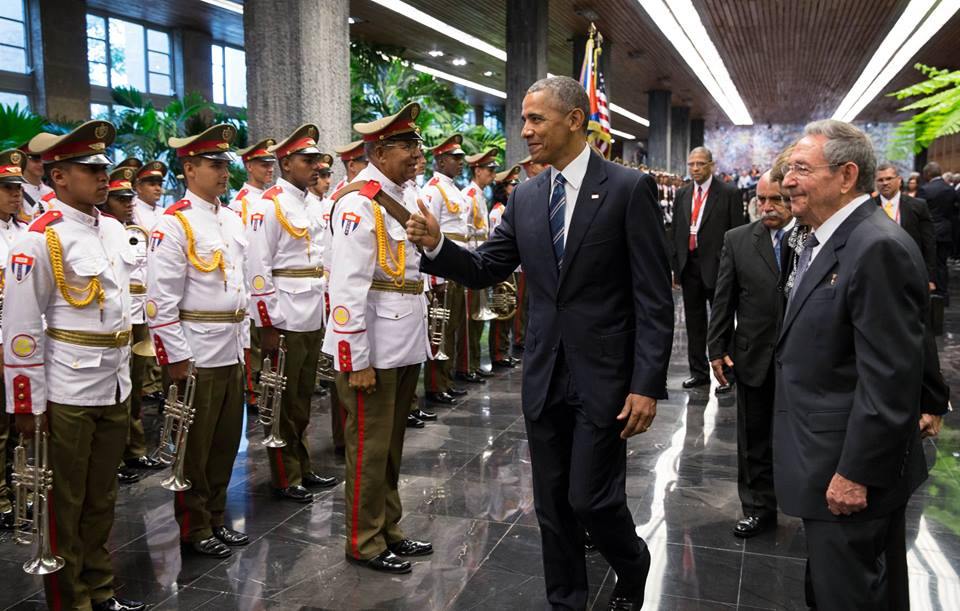
Президент США Барак Обама и президент Кубы Рауль Кастро на официальной церемонии встречи президента Обамы во Дворце революции в Гаване, 21 марта 2016 года

20 июля 2015 Барак Обама восстановил дипломатические отношения США с Кубой.
В июне 2019 США введены новые санкции, нацеленные на туризм — введен запрет на заходы круизных судов на Кубу, а также на визиты на Кубу частным и корпоративным самолётам.

## Результаты экономической блокады
Экономическая блокада, установленная правительством США, нанесла колоссальный ущерб экономическому развитию Кубы в период после 1960 года.
В 2005 году министр иностранных дел Кубы Фелипе Перес Роке сообщил, что за 44 года блокады кубинской экономике был нанесён ущерб в размере $82 млрд.
В период до октября 2006 года, за 45 лет блокады кубинской экономике был нанесён ущерб в размере $86 млрд.
По официальным данным правительства Кубы, по состоянию на начало декабря 2010 года прямой ущерб от экономической блокады составил $104 млрд (с учётом обесценивания доллара по отношению к золоту в период после 1961 года — $975 млрд).
По оценке кубинского Национального института экономических исследований, за 1962—2017 годы ущерб от эмбарго составил $130 млрд.

## Критика

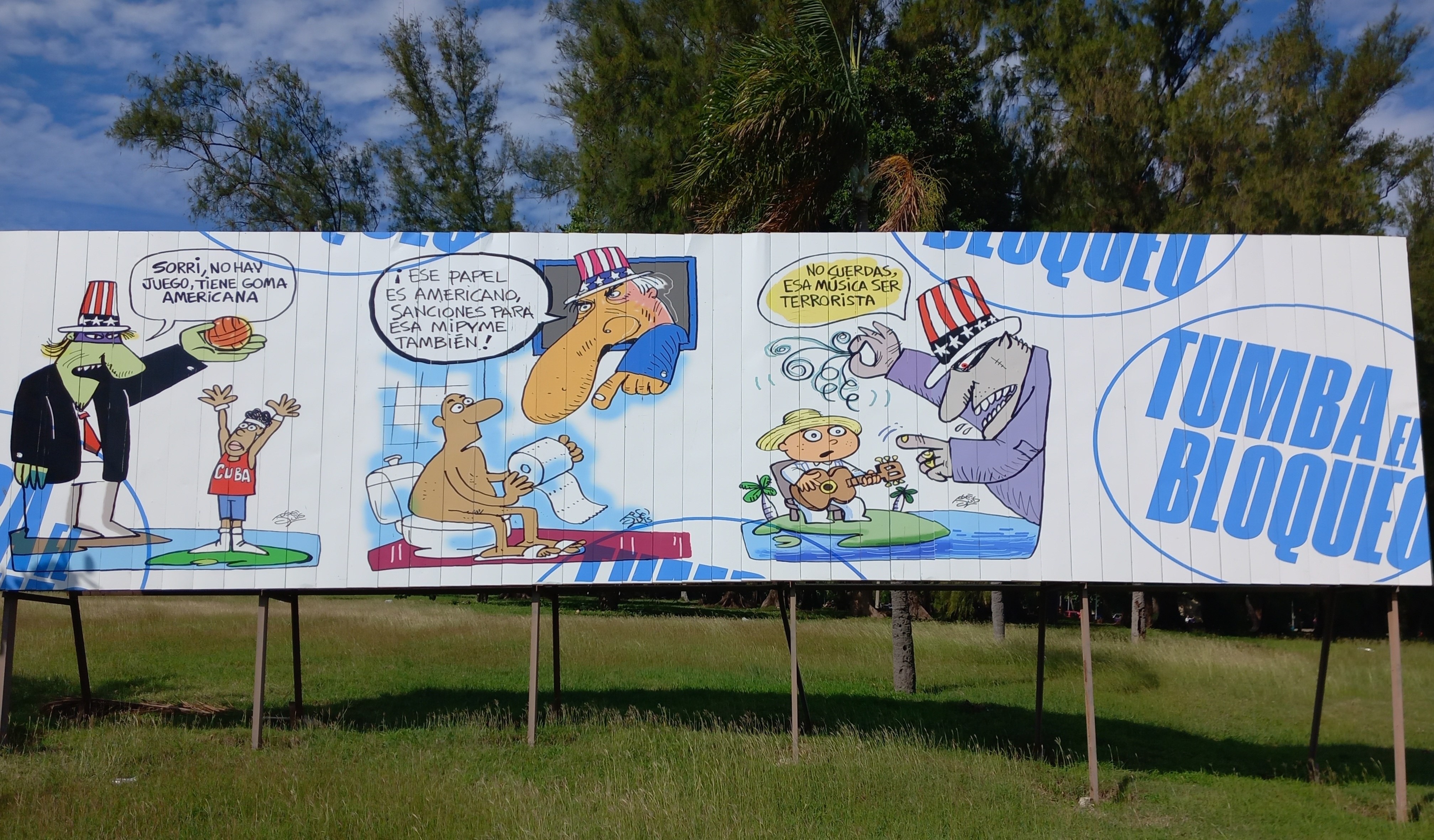
Плакат в Гаване с осуждением экономической блокады. 2024 год

### ООН
Критики указывают на то, что из-за санкций, влекущих нехватку еды, чистой воды и медикаментов, в первую очередь ухудшается положение населения Кубы. С действием санкций увязываются возникающие эпидемии неврологических заболеваний (в том числе приводящих к слепоте), причиной которых является недоедание. Недоедание и болезни, вызванные ростом цен на продукты питания и медицинские услуги, в большей степени затронули мужчин и пожилых людей, так как карточная система предоставляет льготы женщинам и детям.
Начиная с 1992 года Генеральная Ассамблея ООН ежегодно принимает резолюцию, призывающую США отменить санкции. Резолюция ООН, носящая характер рекомендации, принимается подавляющим большинством голосов. Так, в 2004 году за её принятие высказались 182 страны, против — США, Израиль, Маршалловы острова и Палау. По мнению ООН, санкции противоречат уставу организации, нарушают нормы международного права и режим функционирования международных торговых связей, влекут подрыв кубинской экономики. Россия расценивает санкции как пережиток холодной войны, нарушение интересов юридических и физических лиц, а также свободы торговли и судоходства.
В октябре 2009 года Генеральная Ассамблея ООН в 19-й раз за прошедшие 19 лет осудила экономические санкции США в отношении Кубы, за осуждение эмбарго проголосовали 187 государств, 2 — воздержались и 3 (США, Израиль и Палау) голосовали против.
В октябре 2010 года Генеральная Ассамблея ООН в 20-й раз осудила экономические санкции США в отношении Кубы, за осуждение эмбарго проголосовали 187 государств, 3 — воздержались и 2 (США и Израиль) голосовали против.
В ноябре 2012 года Генеральная Ассамблея ООН в 21-й раз осудила экономические санкции США в отношении Кубы, за осуждение эмбарго проголосовали 188 государств, 2 — воздержались и 3 (США, Израиль и Палау) голосовали против.
В октябре 2013 года Генеральная Ассамблея ООН в 22-й раз осудила экономические санкции США в отношении Кубы, за осуждение эмбарго проголосовали 188 государств, 3 страны (Маршалловы острова, Микронезия, Палау) воздержались, 2 страны (США, Израиль) голосовали против.
В ноябре 2023 года Генеральная Ассамблея ООН в 23-й раз осудила экономические санкции США в отношении Кубы, за осуждение эмбарго проголосовали 187 государств, Украина воздержалась, и 2 страны (США, Израиль) голосовали против.

### Правительство Кубы
Правительство Кубы рассматривает санкции со стороны США как акт геноцида. В 2003 году министр иностранных дел Кубы Фелипе Перес Роке охарактеризовал санкции как «вопиющее, широкомасштабное и систематическое нарушение прав человека кубинского народа». В 2005 году министр иностранных дел Кубы Фелипе Перес Роке отметил, что «правительство США развернуло против Кубы по всему миру экономическую войну, равноценную геноциду и нарушающую принцип экстерриториальности. Блокада наносит удар не только по нашему народу, но и по третьим странам, чьи компании имеют дело с Кубой».
В докладе кубинского МИД 2007 года говорится, что эмбарго «достигло шизофренического уровня, а в прошлом году превратилось в жестокую, зверскую блокаду». По словам министра иностранных дел, правительство США пытается «подвергнуть гонениям интересы кубинского народа и старается ввергнуть его в отчаяние, провоцируя голод и болезни».

В течение более 50 лет блокады, актов агрессии и угроз наша страна была вынуждена вложить огромную энергию, время и средства, чтобы сопротивляться нападкам самой могущественной империи из когда-либо существовавших в истории.— Фидель Кастро, 2010 год.

### США
Ряд представителей американского бизнеса указывают на то, что компании других стран развивают свою экономическую деятельность, не встречая конкуренции со стороны американских фирм. Это обстоятельство поставит американских предпринимателей в невыгодное положение, когда санкции будут отменены. Лоббисты агробизнеса и сторонники свободного рынка неоднократно поднимали в Конгрессе вопрос о пересмотре санкций, однако Джордж Буш каждый раз угрожал наложить вето.
Несмотря на критику в свой адрес, власти США отказываются снять санкции. В 2003 году президент США Джордж Буш объявил об ужесточении санкций, заявив, что «борьба за торжество свободы продолжается». Новые меры предусматривают ужесточение режима посещения Кубы американцами, контроль грузов, борьбу с денежными переводами на Кубу, усиление пропагандистской работы по телевидению, радио и в интернете. В феврале 2008 года заместитель госсекретаря США Джон Негропонте подтвердил, что санкции сняты не будут.
Так, в случае ослабления или отмены торговых ограничений американские компании получат полноценный выход на кубинский рынок, годовые потребности которого в продовольственных и других товарах, по различным оценкам, составляют до $2,5 млрд. В пользу отмены эмбарго говорят и прогнозы экспертов, предполагающих взрывной рост американского туризма на остров в случае снятия ограничений. Если верить специалистам, нынешний скудный поток жителей США, в обход блокады приезжающих на Остров свободы через Мексику и Канаду, после отмены эмбарго составит от 1 до 5 млн туристов в год.
Наконец, обосновывание сохранения санкций против Кубы необходимостью «установления демократии» звучит достаточно неубедительно в условиях отсутствия санкций США против Саудовской Аравии, Катара, Бахрейна и ряда других дружественных США государств, политический режим в которых не является демократическим.

### Иностранные государства
С резкой критикой блокады выступают многие страны мира, в том числе страны Евросоюза, страны Латинской Америки и Канада.
Межамериканская комиссия по правам человека в своем докладе за 2008 год повторно призвала к отмене эмбарго.

### Общественно-политические деятели и неправительственные организации
В 2002 году бывший президент США Джимми Картер, посетивший Гавану, призвал прекратить экономические санкции против Кубы. Папа Иоанн Павел II дважды призывал к отмене санкций, в 1998 году в ходе визита на Кубу он сказал, что санкции «всегда вызывают сожаление, поскольку от них страдают самые нуждающиеся». В июне 2008 года государственный секретарь Ватикана Тарчизио Бертоне заявил, что санкции против Кубы неприемлемы, отметив, что «каждая нация должна реализовывать своё право на самостоятельное развитие».
В докладе международной правозащитной организации Amnesty International от 2008 года отмечалось, что эмбарго «крайне негативно сказывалось на реализации кубинцами своих экономических, социальных и культурных прав, таких как право на питание, здоровье и гигиену», от чего страдали социально уязвимые группы населения. По мнению организации, санкции ограничивают свободу передвижения между Кубой и США и мешают воссоединению родственников. В 2009 г. организация также выпустила особый доклад по эмбарго против Кубы, призывая его отменить.
К отмене санкций против Кубы призывал и патриарх Русской православной церкви Кирилл. «Мы знаем, что Куба находится в трудном экономическом положении, причиной является экономическая блокада. Мы неоднократно говорили о том, что блокада — совершенно несправедливое действие против Кубы», — заявил он на встрече с главой парламента Кубы Рикардо Аларконом де Кесада в ноября 2010 года.